# دامارکز جانسون
دامارکز جانسون (انگلیسی: DaMarques Johnson؛ زادهٔ ۱۹۸۲) ورزشکار هنرهای رزمی ترکیبی اهل ایالات متحده آمریکا است. وی از سال ۲۰۰۵ میلادی تاکنون مشغول فعالیت بوده‌است.